# クリス・レイニー
クリス・レイニー（Chris Rainey 1988年3月2日- ）はフロリダ州レイクランド出身のアメリカンフットボール、カナディアンフットボール選手。現在CFLのブリティッシュ・コロンビア・ライオンズに所属している。ポジションはランニングバック。

## 経歴
フロリダ州レイクランドで生まれた。彼の母親はシングルマザーであり、祖母の助けを受け育てられた。地元の高校に進学し、ランニングバックを務めた。高校時代、チームメートの双子のマーキス・パウンシー、マイク・パウンシー（共にNFL入りしている）とチームメートで彼らの家族と過ごした。
高校3年次にはチームトップの2,478ヤードを走り、32タッチダウンをあげた。このうち15回は50ヤード以上のプレーであった。彼らのチームは2005年、2006年とUSAトゥデイにより全米1位に評価された。また彼もUSアーミーハイスクールオールアメリカン、フロリダ州のスポーツライター協会より、州のオールチームに選ばれている。高校時代のオールパーパスヤードは、7,000ヤードを超え、90タッチダウンをあげた。
高校卒業後、フロリダ大学より奨学金のオファーを受け、進学し、アーバン・メイヤー、ウィル・マスチャンプヘッドコーチのもとでプレーした。2007年は肩の負傷もあり練習生で終えた。2008年、チームはサウスイースタン・カンファレンスを制し、翌年1月のBCSナショナル・チャンピオンシップ・ゲームでも勝利し、全米チャンピオンとなった。大学4年間で彼は396回のランで2,464ヤードを走り、13タッチダウン、69回のキャッチで795ヤード、6タッチダウン、18回のキックオフリターンで454ヤードをリターン、またスペシャルチームでは大学記録となる4回のキックブロックを成功させている。2011年にはチームメートからMVPに選ばれている。
オールパーパスヤードで大学歴代4位の3,948ヤードを獲得、ランでは大学歴代9位となっている。
また陸上競技の100mの選手としても活躍、2008年のNCAA選手権では400メートルリレー走で3位となった。2009年には陸上競技を行わなかったが、2010年のNCAA選手権の400メートルリレー走で、ジェレミー・ホール、テレル・ウィルクス、ジェフ・デンプス（後にロンドンオリンピック400メートルリレー銀メダリスト）と共に39秒04で優勝、彼ら4人はオールアメリカンに選ばれている。
40ヤード走では、ドラフト前のフロリダ大学でのスカウトデーで4秒38、NFLコンバインで4秒37の記録を出した。
2012年のNFLドラフト5巡159位でピッツバーグ・スティーラーズから指名された。5月6日にスティーラーズと4年契約を結んだ。9月9日のデンバー・ブロンコス戦でデビューしている。
第7週のシンシナティ・ベンガルズ戦では11ヤードのTDランをあげた。この年、第3ダウンRB、キックオフリターナーとして起用され、102ヤード、2TDをあげた。
2013年1月10日、フロリダ州ゲインズビル交際相手の女性と口論の末、車から引きずり下ろし、平手打ちを加え、逮捕された。彼は2010年にも「死ぬ時が来た」という脅迫メールを送り、加重ストーキング行為を行い起訴されていた。同年11月20日、インディアナポリス・コルツと契約を結んだ。第13週、第14週の試合にリターナーとして出場したが、第14週のシンシナティ・ベンガルズ戦で足を骨折し、故障者リスト入りした。
2014年9月9日、アリゾナ・カージナルスとプラクティス・スクワッド契約をしたが、9月18日に解雇された。同年9月28日、CFLのモントリオール・アルエッツに練習生として加入、10月20日にアクティブロースターに昇格した。この年5試合に出場しリターナーとして起用された。2015年6月15日にアルエッツから解雇された。
2015年8月28日、BCライオンズと契約を結んだ。キックリターナーとして9試合に出場した。2016年にはコンバインヤードでCFLトップの2945ヤードを獲得、キックオフリターン、パントリターンでそれぞれリーグ3位となった。2016年12月5日、2年の契約延長を果たした。
2019年、フリーエージェントとなり、2月12日にトロント・アルゴノーツと契約した。第4週の古巣のBCライオンズ戦でパントリターンTDをあげた。2020年2月7日、アルゴノーツから解雇された。同年2月11日、BCライオンズと1年契約を結んだ。

## 人物
兄のロッド・スマートもXFL、NFLでプレーした選手である。